# Guazapa
Guazapa – miasto w Salwadorze, w departamencie San Salvador.